# Сармізеджетуса (комуна)
Сармізеджетуса (рум. Sarmizegetusa) — комуна у повіті Хунедоара в Румунії. До складу комуни входять такі села (дані про населення за 2002 рік):
- Брязова (184 особи)
- Зейкань (186 осіб)
- Пеучинешть (200 осіб)
- Сармізеджетуса (672 особи) — адміністративний центр комуни
- Хобіца-Гредіште (146 осіб)

Комуна розташована на відстані 286 км на північний захід від Бухареста, 41 км на південь від Деви, 123 км на схід від Тімішоари.

## Населення
За даними перепису населення 2002 року у комуні проживали 1388 осіб.
Національний склад населення комуни:
| Національність | Кількість осіб | Відсоток |
| -------------- | -------------- | -------- |
| румуни         | 1381           | 99,5%    |
| німці          | 4              | 0,3%     |
| угорці         | 3              | 0,2%     |

Рідною мовою назвали:
| Мова      | Кількість осіб | Відсоток |
| --------- | -------------- | -------- |
| румунська | 1383           | 99,6%    |
| німецька  | 3              | 0,2%     |
| угорська  | 2              | 0,1%     |

Склад населення комуни за віросповіданням:
| Релігія        | Кількість осіб | Відсоток |
| -------------- | -------------- | -------- |
| православні    | 1266           | 91,2%    |
| п'ятдесятники  | 87             | 6,3%     |
| баптисти       | 22             | 1,6%     |
| греко-католики | 6              | 0,4%     |
| римо-католики  | 4              | 0,3%     |
| реформати      | 2              | 0,1%     |
| адвентисти     | 1              | 0,1%     |